# جو هاگیل
جو هاگیل (انگلیسی: Joe Hugill؛ زادهٔ ۱۹ اکتبر ۲۰۰۳) بازیکن فوتبال اهل بریتانیا است.